# 三上英雄
三上 英雄（みかみ ひでお、1893年（明治26年）3月29日 - 1983年（昭和58年）8月17日）は、日本の弁護士、政治家。衆議院議員。

## 経歴
広島県恵蘇郡口北村字宮内（現庄原市）で、三上瀧蔵、シカ夫妻の長男として生まれたが、母は産後に死去した。口北尋常小学校、口北高等小学校を経て、1906年、格致学院に入学。1909年、親類を頼って大阪市に移り関西商工学校に入学し、風呂屋を経営して学費を稼ごうとするも失敗。1910年に上京して日本大学に入学し、1913年、同大法律科を卒業。1914年11月、会計検査院嘱官となる。
1917年、弁護士試験に合格。1918年1月、弁護士登録を行い東京弁護士会に加入。普選運動に加わる。1919年、三上法律事務所を開設。1924年、東京弁護士会副会長に就任。
1928年、東京府会議員に当選。1929年、東京府豊多摩郡杉並町会議員に当選し議長に就任。1932年2月、第18回衆議院議員総選挙に東京府第5区から立憲政友会公認で出馬し当選、衆議院議員を一期務めた。1936年、杉並区会議員（1940年まで在任）、1937年、東京市会議員（1943年まで在任）にそれぞれ当選。
1938年10月、中国に渡り漢口陸軍特務部嘱託に就任。以後、武漢治安維持指導員、武漢市政府顧問を務めた。1939年11月、上海で弁護士事務所を開設し、国策会社の顧問、上海市政府中央市場法律顧問、上海総力報国会執行委員、上海青年団理事、上海居留民会議員、同参事会員、上海居留民団学務委員などを歴任した。
1945年春、上海から引揚げ、戦後、故郷で衆議院議員選挙出馬の準備を行っていたが公職追放となり、1951年に追放が解除された。1952年10月の第25回総選挙で東京都第4区から出馬したが落選した。1967年4月、杉並区議会議員に当選し、1975年3月まで在任、同議長も務めた。
その他、東京地方裁判所司法委員、東京弁護士会会長、日本弁護士連合会副会長、(社福) 助葬会理事長、日本大学本部顧問、同校友会顧問、駿台学園理事などを務めた。

## 著作
- 『陪審法述義』巌松堂書店、1921年。
- 『政党更生か転落か?』国運打開研究会、1933年。
- 述『南洋我觀』三上英雄、1935年。
- 演述『鹵簿誤導問題につき大臣の責任を問ふ:衆議院に於ける質疑応答を中心にして』大文社、1935年。

編著
- 『大震大火後の借地借家問題調停裁判実例:附・借地借家関係法律条文』法政研究会、1923年。
- 『判り易い普選法の大審院判決解説』東明書院、1929年。

## 親族
- 妻 三上英子（東京都議会議員）[11]